# Teufenbach (Fischbach)
| Zuläufe und Bauwerke \| Teufenbach \| Teufenbach \| Teufenbach \| Teufenbach \| Teufenbach \| \| ---------- \| ---------------------------------- \| ---------- \| ---------- \| ---------- \| \| Legende \| \| \| \| \| \| \| Schönbronn \| \| \| \| \| \| Gründelsee \| \| \| \| \| \| \| \| \| \| \| \| Locherhof \| \| Locherhof \| \| \| \| K5533 \| \| K5533 \| \| \| \| Offener Graben \| \| \| \| \| \| K5563 \| \| K5563 \| \| \| \| Am Bach \| \| Am Bach \| \| \| \| Bühlweg \| \| Bühlweg \| \| \| \| \| \| \| \| \| \| \| \| \| \| \| \| Harzwaldgraben \| \| \| \| \| \| \| \| \| \| \| \| \| \| \| \| \| \| Teufenbrückle \| \| \| \| \| \| Teufenwaldgraben (Bietschlegraben) \| \| \| \| \| \| K5535 \| \| K5535 \| \| \| \| \| \| \| \| \| \| Kreisgrenze \| \| \| \| \| \| K5720 \| \| K5720 \| \| \| \| Hermannsbach \| \| \| \| \| \| \| \| \| \| \| \| Teufensee \| \| \| \| \| \| Kreisgrenze \| \| \| \| \| Fischbach \| \| \| \| \| |                                    |  |           |  |
| Teufenbach |                                    |  |           |  |
| Legende |                                    |  |           |  |
| | Schönbronn                         |  |           |  |
| | Gründelsee                         |  |           |  |
| |                                    |  |           |  |
| | Locherhof                          |  | Locherhof |  |
| | K5533                              |  | K5533     |  |
| | Offener Graben                     |  |           |  |
| | K5563                              |  | K5563     |  |
| | Am Bach                            |  | Am Bach   |  |
| | Bühlweg                            |  | Bühlweg   |  |
| |                                    |  |           |  |
| |                                    |  |           |  |
| | Harzwaldgraben                     |  |           |  |
| |                                    |  |           |  |
| |                                    |  |           |  |
| | Teufenbrückle                      |  |           |  |
| | Teufenwaldgraben (Bietschlegraben) |  |           |  |
| | K5535                              |  | K5535     |  |
| |                                    |  |           |  |
| | Kreisgrenze                        |  |           |  |
| | K5720                              |  | K5720     |  |
| | Hermannsbach                       |  |           |  |
| |                                    |  |           |  |
| | Teufensee                          |  |           |  |
| | Kreisgrenze                        |  |           |  |
| Fischbach |                                    |  |           |  |

Der Teufenbach ist ein nördlicher und linker Zufluss des Fischbachs. Er fließt am Ostrand des Schwarzwalds in den baden-württembergischen Landkreisen Rottweil und Schwarzwald-Baar. Der Bach ist 11,3 km lang.

## Geographie

### Verlauf
Der Teufenbach entspringt nahe dem Weiler Schönbronn bei Schramberg und durchquert den Ortsteil Locherhof der Gemeinde Eschbronn. In einem sehr naturnahen Verlauf fließt der Bach durch größtenteils bewaldete Flächen etwa in Richtung Südosten. Bei Sinkingen speist er den künstlich angelegten, 1,0 ha großen Teufensee, bevor er weniger als einen Kilometer aufwärts von Horgen von links in den Fischbach mündet.

### Einzugsgebiet
Das Einzugsgebiet ist 15,8 km² groß und hat die Kontur einer sehr schmalen, südostwärts ausgerichteten Spindel, in der der Teufenbach meist näher der linken Wasserscheide verläuft. Der höchste Punkt auf wenig über 750 m ü. NHN liegt im Feurenmoos etwas westlich von Schönbronn. Dort im Nordwesten gehört ein kleiner Teil des Einzugsgebietes, naturräumlich gesehen, zum Mittleren Schwarzwald, der andere zum Unterraum Südliche Eschach-Höhen der Oberen Gäue. Jenseits der rechten Wasserscheide sammelt der Fischbach den Abfluss der anderen Seite, jenseits der linken die Eschach.
Der Teufenbach entsteht nahe der hier als Störungslinie ausgebildeten Grenze zwischen dem Buntsandstein des Schwarzwaldrandes im Westen und dem Muschelkalk der Gäue im Osten. Das obere Tal ist bis in die Rötton-Formation eingeschnitten, der übrige Lauf bis zur Mündung liegt im Unteren Muschelkalk, der auch den größten Teil der Fläche einnimmt, ausgenommen die Hügelspitzen, die teils bis in den Mittleren Muschelkalk ragen.

### Zuflüsse und Seen
Liste der Zuflüsse und  Seen von der Quelle zur Mündung. Gewässerlänge, Seefläche, Einzugsgebiet und Höhe nach den entsprechenden Layern auf der Onlinekarte der LUBW. Andere Quellen für die Angaben sind vermerkt.
Ursprung des Teufenbachs auf etwa 726 m ü. NHN wenig nördlich des Weilers Schönbronn der Stadt Schramberg.
- Durchfließt auf etwa 708 m ü. NHN den Gründelsee zwischen Schönbronn und dem Frauenwald, 0,8 ha.

- Offener Graben, von rechts und Westen auf unter 680 m ü. NHN in Locherhof, 0,9 km und ca. 0,5 km². Entspringt auf etwa 697 m ü. NHN in den Pfaffenwiesen am Westrand von Locherhof.
- Harzwaldgraben, von rechts und Westsüdwesten auf etwa 665 m ü. NHN östlich von Harzwald, 1,2 km und ca. 0,5 km². Entsteht auf etwa 704 m ü. NHN südwestlich von Garzwald am Waldbeginn.
- (Waldbach), von rechts und Westsüdwesten auf etwa 663 m ü. NHN, 0,9 km und ca. 0,3 km². Entsteht auf etwa 693 m ü. NHN nordöstlich von Gaisbühl im Waldrand.
- (Waldbach), von rechts und Westsüdwesten auf etwa 660,1 m ü. NHN in einer Waldlichtung, 1,0 km und ca. 0,5 km². Entsteht auf etwa 689 m ü. NHN ostnordöstlich von Gaisbühl im Waldrand.
- Teufenwaldgraben oder Bitschlaggraben, von rechts und Westsüdwesten auf etwa 655,3 m ü. NHN kurz vor dem Waldaustritt, 0,9 km und ca. 0,9 km². Entsteht auf etwa 670 m ü. NHN im Teufenwald.
- Passiert auf etwa 635 m ü. NHN eine Teichgruppe links am Lauf, zusammen 1,1 ha.
- Hermannsbach, von links und Nordwesten gegenüber der Teichgruppe, 2,2 km und ca. 1,8 km². Entsteht auf etwa 700 m ü. NHN im Wald Schönbuch.
- Passiert auf etwa 635 m ü. NHN am linksseits den Teufensee etwa 0,8 km östlich des Ortsrandes von Sinkingen, etwa 1,0 ha.

Mündung des Teufenbachs von links und Nordwesten auf 609,1 m ü. NHN kurz nach der Pulvermühle von Niedereschach schon auf Gemeindegebiet von Horgen in den Fischbach. Der Bach ist 11,3 km lang und hat ein Einzugsgebiet von 15,8 km².

## Naturschutz und Schutzgebiete
Der Teufenbach ist von Flözlingen bis zur Mündung Bestandteil des FFH-Gebiets Baar, Eschach und Südostschwarzwald. Er beherbergt unter anderem die europarechtlich geschützten Arten Groppe und Bachneunauge.
Das Teufenbachtal ist von der Kreisgrenze zwischen Flözlingen und Fischbach bis zur Mündung in die Eschach als Landschaftsschutzgebiet Teufenbachtal bzw. Teufenbach-Fischbach-Tal ausgewiesen. Kurz vor dem Zufluss des Hermannsbachs gibt es ein etwas über einen Hektar großes Naturdenkmal des Namens Teufental in der Talaue. Das obere Einzugsgebiet hat Anteil an drei Wasserschutzgebieten.

### LUBW
Amtliche Online-Gewässerkarte mit passendem Ausschnitt und den hier benutzten Layern: Lauf und Einzugsgebiet des Teufenbachs

Allgemeiner Einstieg ohne Voreinstellungen und Layer: Daten- und Kartendienst der Landesanstalt für Umwelt Baden-Württemberg (LUBW) (Hinweise)
1. 1 2  Höhe nach dem Höhenlinienbild auf dem Hintergrundlayer Topographische Karte.
2. 1 2  Höhe nach blauer Beschriftung auf dem Hintergrundlayer Topographische Karte.
3. 1 2 3  Länge nach dem Layer Gewässernetz (AWGN).
4. 1 2  Einzugsgebiet nach dem Layer Basiseinzugsgebiet (AWGN).
5. ↑  Höhe nach schwarzer Beschriftung auf dem Hintergrundlayer Topographische Karte.
6. ↑  Seefläche nach dem Layer Stehende Gewässer.
7. ↑  Einzugsgebiet abgemessen auf dem Hintergrundlayer Topographische Karte.
8. ↑  Schutzgebiete nach den einschlägigen Layern, Natur teilweise nach dem Layer Biotop.

### Andere Belege
1. ↑  Friedrich Huttenlocher: Geographische Landesaufnahme: Die naturräumlichen Einheiten auf Blatt 178 Sigmaringen. Bundesanstalt für Landeskunde, Bad Godesberg 1959. → Online-Karte (PDF; 4,3 MB)
2. ↑  Geologie nach den Layern zu Geologische Karte 1:50.000 auf: Mapserver des Landesamtes für Geologie, Rohstoffe und Bergbau (LGRB) (Hinweise)
3. ↑  Regierungspräsidium Freiburg (Hrsg.): Managementplan für das FFH-Gebiet „Baar, Eschach und Südostschwarzwald“, Teilgebiet „Eschachtal“. bearbeitet bearbeitet von INULA, Dr. Holger Hunger & Dr. Franz-Josef Schiel. 8. Dezember 2017 (192 S., baden-wuerttemberg.de [PDF]).